# 八路军总部韩庄修械所旧址
八路军总部韩庄修械所旧址，位于中华人民共和国山西省晋中市榆社县讲堂乡韩庄村，已列为山西省文物保护单位。

## 保护
2021年8月4日，八路军总部韩庄修械所旧址由山西省人民政府公布为第六批山西省文物保护单位，编号6-292。